# Thomas Hinton (cónego)
Thomas Hinton (falecido em 3 de setembro de 1757) foi cónego de Windsor de 1751 a 1757.

## Carreira
Ele foi nomeado:
- Curate assistente da Igreja de São Chad, Lichfield
- Vigário de Hartley Westpall, Hampshire 1753 - 1757

Ele foi nomeado para a segunda bancada na Capela de São Jorge, Castelo de Windsor em 1751, e manteve na bancada até 1757.